# Ministerstwo Spraw Zagranicznych (Francja)

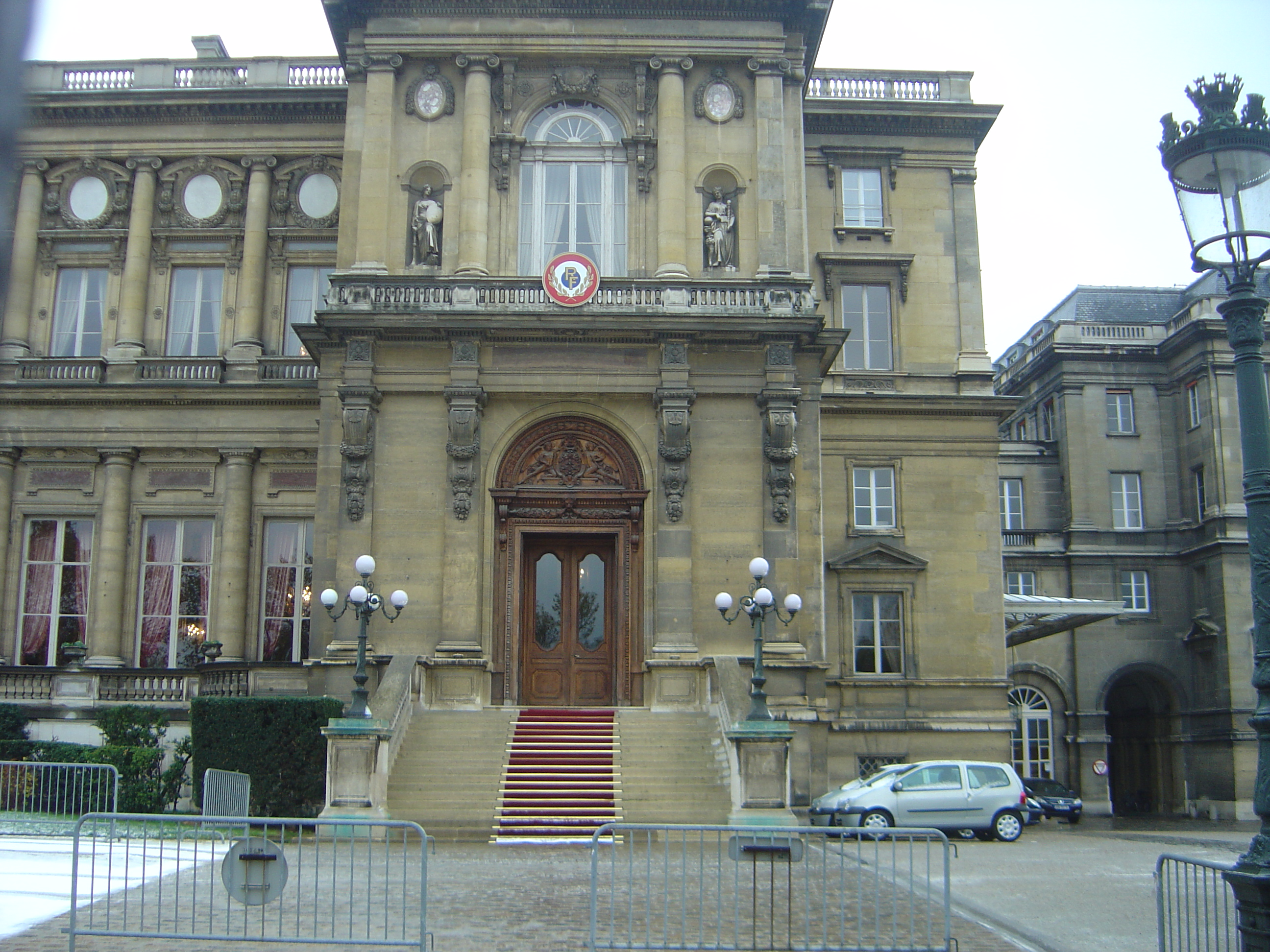
Ceremonialne wejście do budynku Ministerstwa przy Quai d’Orsay.

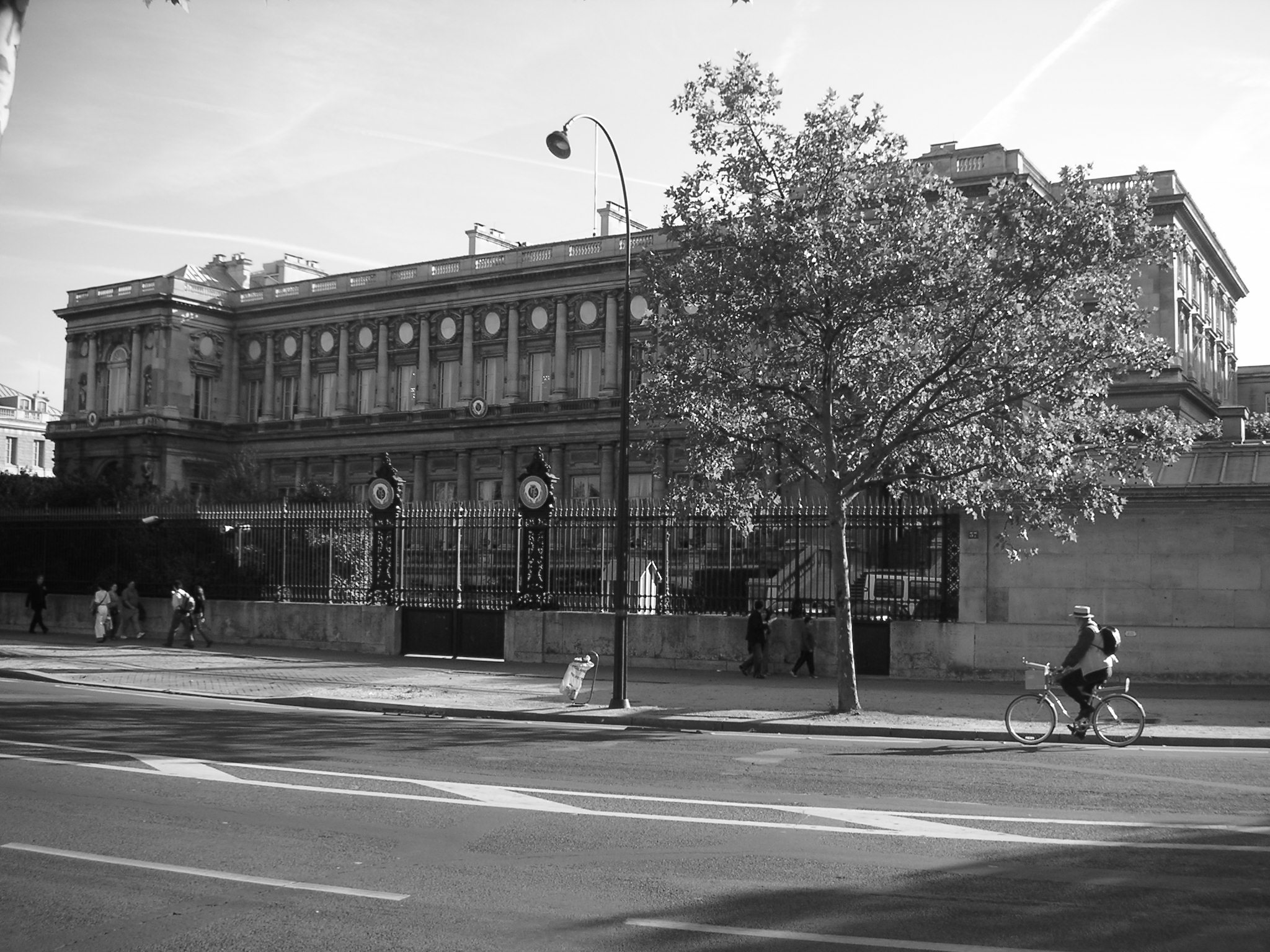
Pałac Spraw Zagranicznych, widok ogólny

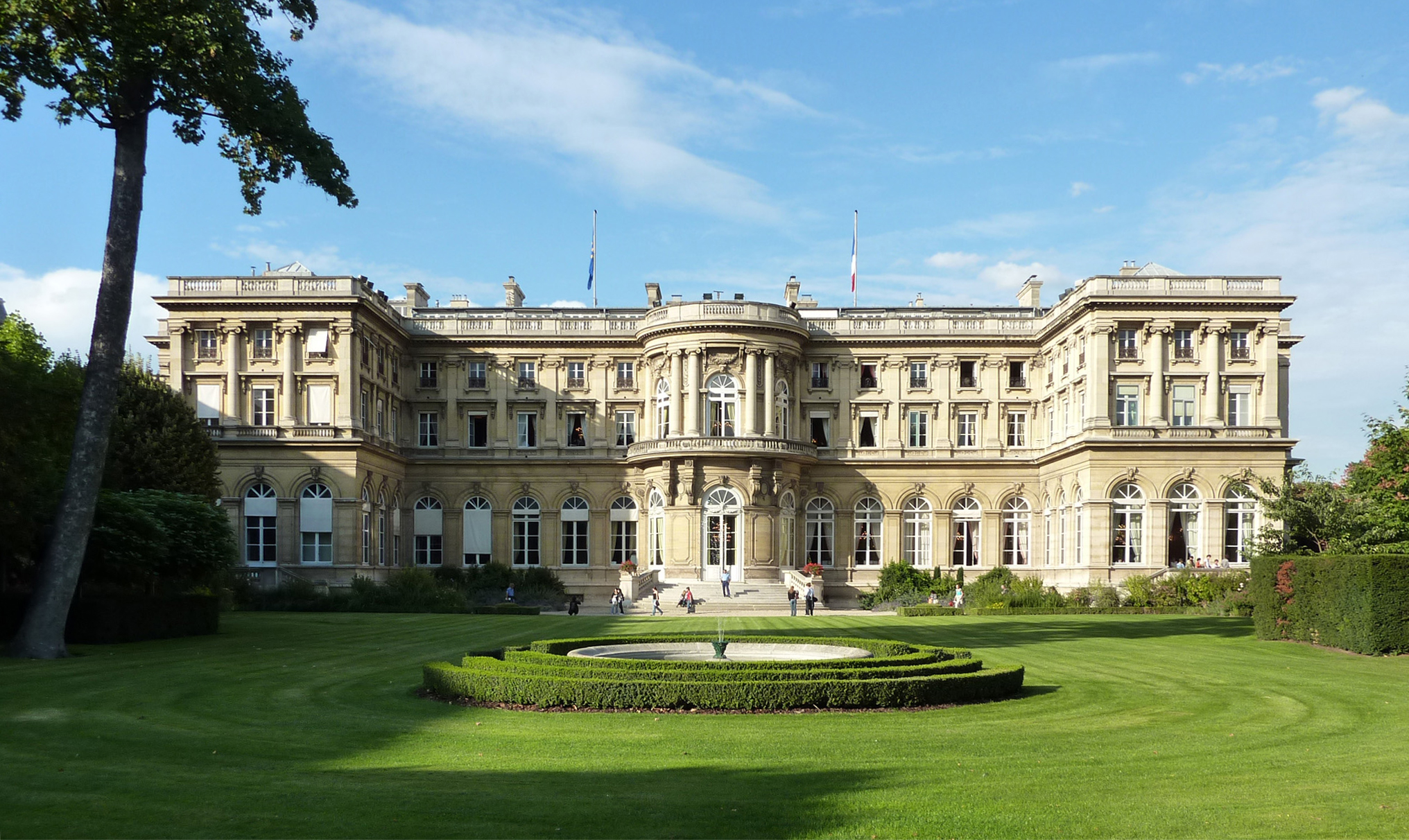
Pałac ministerstwa SZ od strony ogrodu

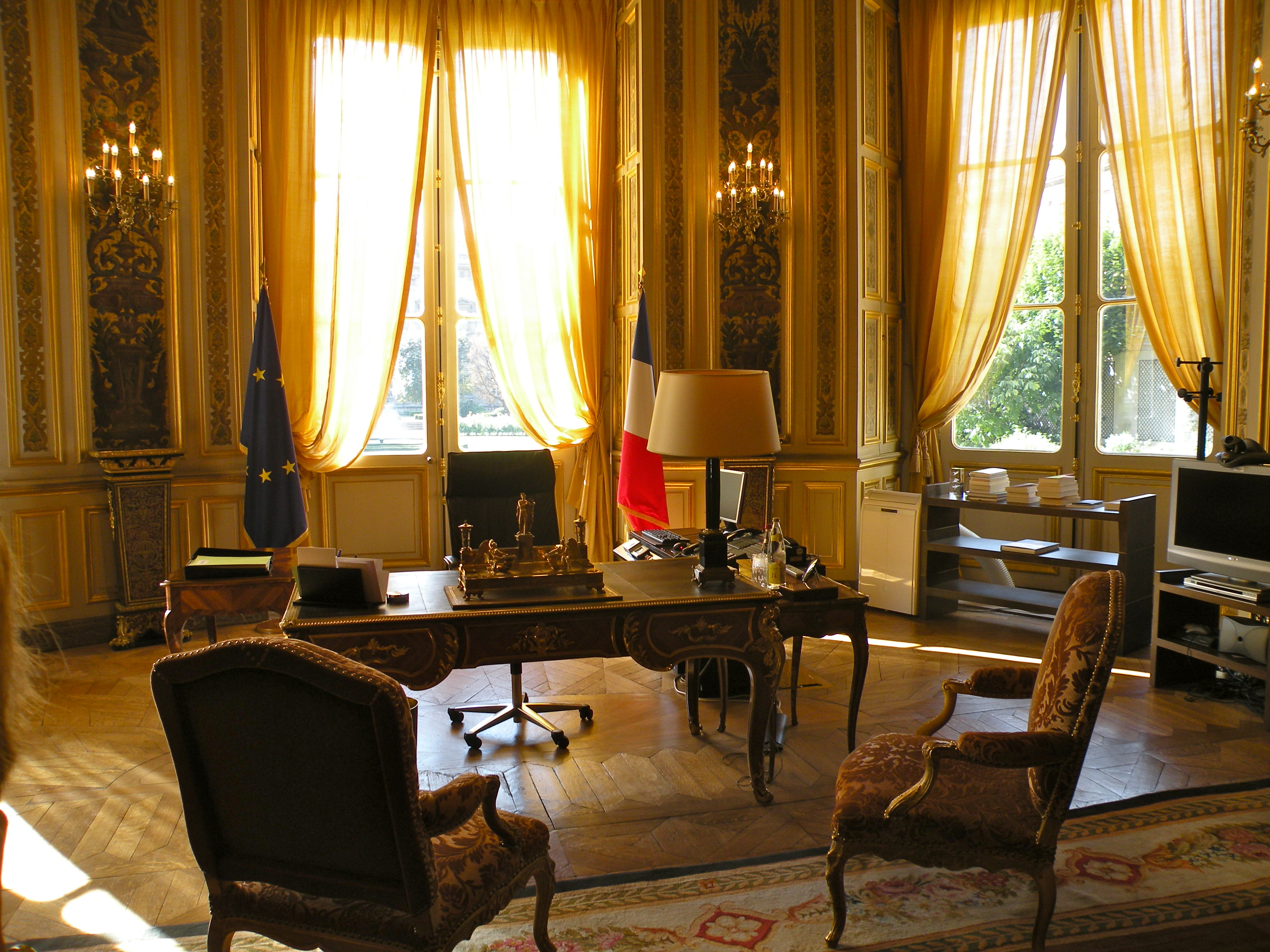
Gabinet francuskiego ministra SZ

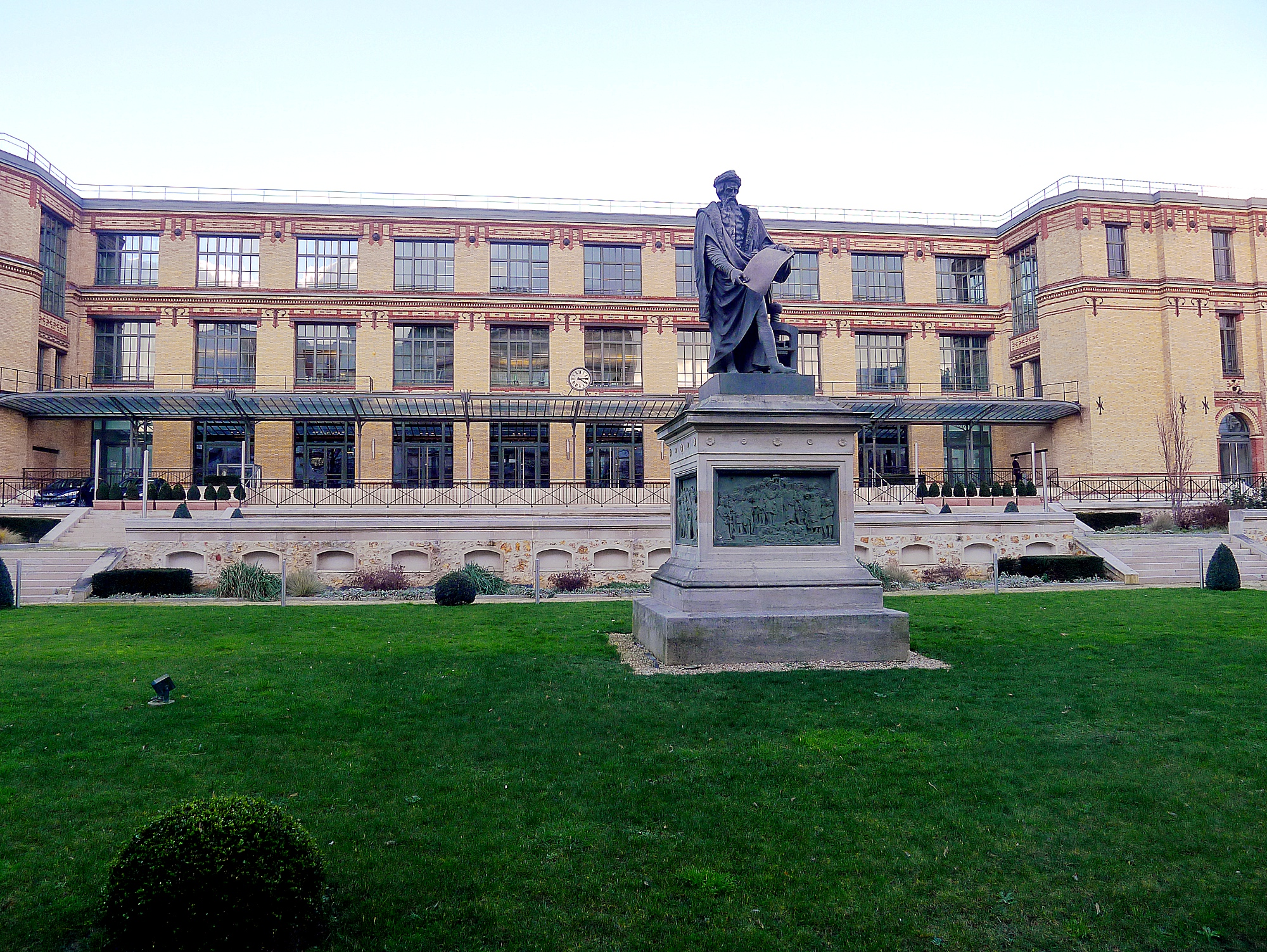
Część administracji MSZ mieści się przy 27 rue de la Convention w 15 dzielnicy Paryża

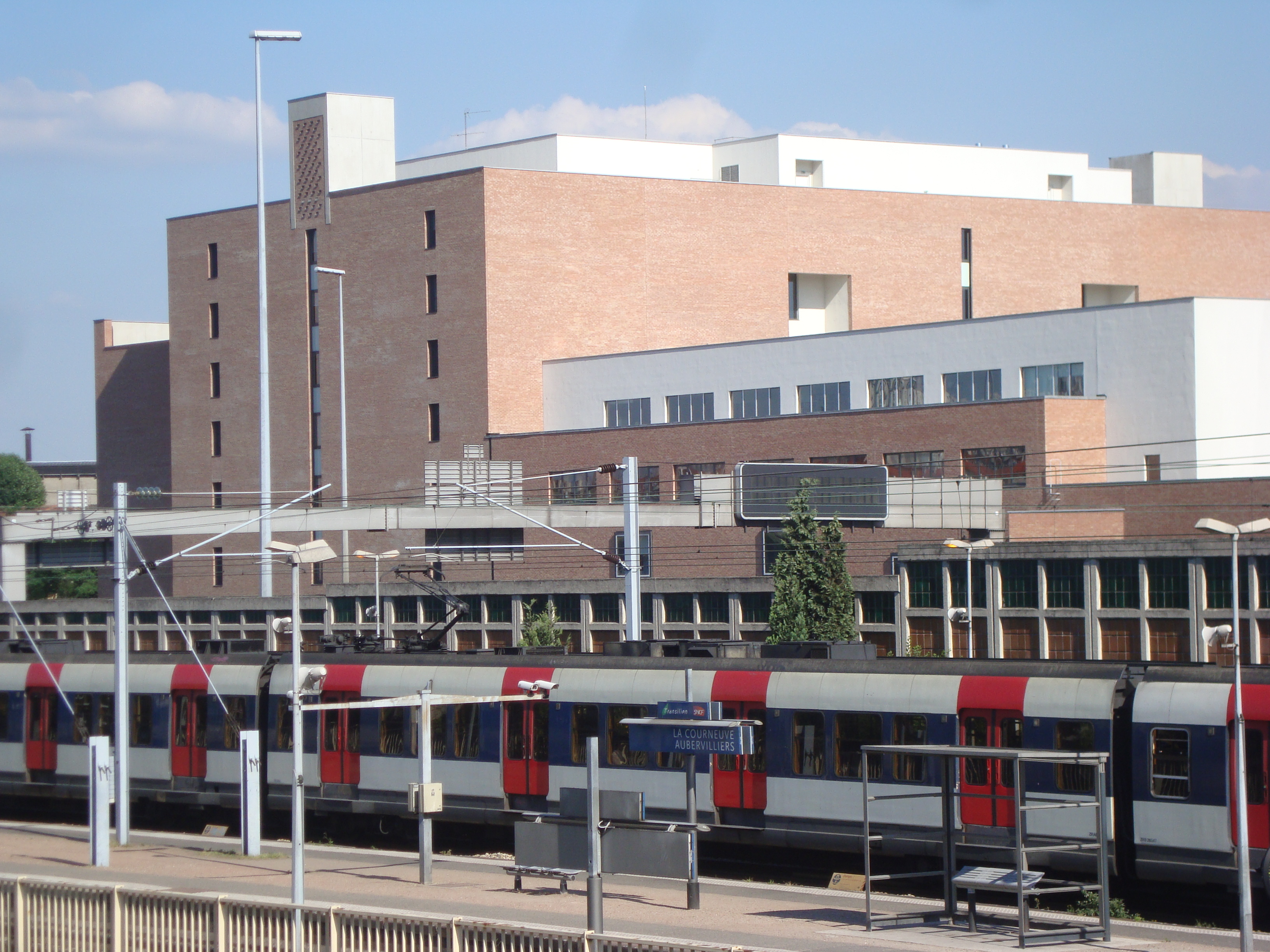
Archiwa dyplomatyczne zlokalizowane na b. dworcu RER w La Courneuve

Ministerstwo Spraw Zagranicznych (fr. Ministère des Affaires étrangères, MAE), formalnie Ministerstwo do Spraw Europy i Spraw Zagranicznych (fr. Ministère de l'Europe et des Affaires étrangères), nazwa popularna: Quai d'Orsay – francuski resort odpowiedzialny za kontakty zagraniczne.
Stanowisko sekretarza stanu odpowiedzialnego za sprawy zagraniczne utworzono we Francji po raz pierwszy w 1589, zaś ministra spraw zagranicznych powołano w 1791. Cztery lata później, w 1794, Konwent Narodowy zlikwidował wszystkie stanowiska ministerialne, które jednakże reaktywowano w 1795 wraz z powołaniem rządu.
Ministerstwo zatrudnia w centrali, 163 ambasadach, 92 konsulatach i 21 stałych misjach łącznie około 14 798 osób personelu.

## Organizacja
- Sekretariat ogólny (Secrétariat général)
- Dyrekcja Generalna Spraw Politycznych (Direction générale des affaires politiques et de sécurité)
- Dyrekcja Unii Europejskiej (Direction de l’Union européenne)
- Dyrekcja Generalna Globalizacji, Rozwoju i Partenariatów (Direction générale de la mondialisation, du développement et des partenariats)
- Dyrekcja Generalna Administracji i Modernizacji (Direction générale de l’administration et de la modernisation)
- Dyrekcja Francuzów Zagranicą i Administracji Konsularnej (Direction des Français à l’étranger et de l’administration consulaire)
- Dyrekcja Spraw Prawnych (Direction des affaires juridiques)
- Dyrekcja Komunikacji Społecznej i Rzecznika (Direction de la communication et du porte-parolat)
- Protokół (Protocole)
- Dyrekcja Archiwów (Direction des archives)

## Nazwy resortu
Wielokrotnie zmieniano nazwę resortu, m.in. na
- 1791–1794 – Ministerstwo Spraw Zagranicznych (Ministère des Affaires étrangères)
- 1794–1814 – Ministerstwo Stosunków Zewnętrznych (Ministère des Relations extérieures)
- 1794–1981 – Ministerstwo Spraw Zagranicznych (Ministère des Affaires étrangères)
- 1981–1986 – Ministerstwo Stosunków Zewnętrznych (Ministère des Relations extérieures)
- 1986–2007 – Ministerstwo Spraw Zagranicznych (Ministère des Affaires étrangères)
- 2007–2012 – Ministerstwo Spraw Zagranicznych i Europejskich (Ministère des Affaires Étrangères et Européennes)
- 2012–2014 – Ministerstwo Spraw Zagranicznych (Ministère des Affaires étrangères)
- 2014–2017 – Ministerstwo Spraw Zagranicznych i Rozwoju Międzynarodowego (Ministère des Affaires étrangères et du Développement international)
- od 2017 – Ministerstwo Europy i Spraw Zagranicznych (Ministère de l'Europe et des Affaires étrangères)

## Siedziba
Główna siedziba ministerstwa od 1853, mieści się w Pałacu na Quai d’Orsay 37, budowę rozpoczęto w 1844, zakończono około 1855, który to adres jest też niejednokrotnie w mowie potocznej synonimem samego ministerstwa, oraz przy Boulevard des Invalides 57 w 7 dzielnicy Paryża. Część administracji pomieszczono przy rue de la Convention 27 w 15 dzielnicy Paryża, zaś Archiwa resortu na b. dworcu RER w podparyskim La Courneuve, w regionie Île-de-France, w departamencie Sekwana-Saint-Denis.